# Norr-Tomastjärnen
Norr-Tomastjärnen är en sjö i Bodens kommun i Norrbotten och ingår i Luleälvens huvudavrinningsområde. Sjöns area är 0,016 kvadratkilometer och den befinner sig 85 meter över havet.